# Казариле
Казариле (итал. Casarile) је насеље у Италији у округу Милано, региону Ломбардија.
Према процени из 2011. у насељу је живело 3807 становника. Насеље се налази на надморској висини од 96 м.

## Становништво
| 1931. | 1936. | 1951. | 1961. | 1971. | 1981. | 1991. | 2001. | 2011. |
| ----- | ----- | ----- | ----- | ----- | ----- | ----- | ----- | ----- |
| 995   | 913   | 1.035 | 1.089 | 1.597 | 1.754 | 2.545 | 3.572 | 3.867 |